# محمد دراج
لواء أركان حرب محمد خليل دراج، هو قائد عسكري مصري تخرج في كلية الدفاع الجوي في 1983/07/01، شغل منصب رئيس أركان قوات الدفاع الجوي المصرية.

## التأهيل العلمي والعسكري
- حاصل على جميع الفرق التأهيلية لسلاح الدفاع الجوى
- دورة أركان حرب تخصصى
- دورة كلية الحرب العليا
- دورة كبار القادة

## حياته المهنية
- قائد كتيبة صواريخ م ط
- قائد لواء صواريخ م ط
- قائد الفرقة 8 دجو
- رئيس شعبة عمليات الدفاع الجوى

## الأوسمة والأنواط والميداليات
- ميدالية الخدمة الطويلة والقدوة الحسنة
- ميدالية ثورة 25 يناير
- نوط الواجب العسكرى من الطبقة الأولى
- نوط الخدمة الممتازة
- ميدالية ثورة 30 يونيو